# 小槻さとし
小槻 さとし（こつき さとし、1946年 - 2019年5月7日）は、日本の漫画家。京都府船井郡八木町（現南丹市）出身。

## 概要
高校卒業後、さまざまな職業を経てデザイン専門学校に入学後の1978年、講談社の少年誌『少年マガジン』に作品が掲載されデビュー。主に新聞（タブロイド誌）や芸能ゴシップ誌などで風刺漫画を中心とした執筆活動をしていた。
1990年、『パラノ天国』にて第36回文藝春秋漫画賞を受賞。
2018年春に胃癌の手術を受け、自宅療養しつつ2019年2月23日まで毎日新聞の一コマ漫画『ひとコマTV』の連載を続けていた。同年5月7日、肺炎のため死去。72歳没。

## 作品リスト
- パラノ天国
- 究極これくしょん
- げんこつホシノくん
- そこんとこ笑って
- トホホ紳士録（1991年 - 1992年、東京タイムズ）
- 超人戯画（1994年 - 2003年、スポーツニッポン）
- ひとコマTV（1997年 - 2019年、毎日新聞）
- 珍物往来（2004年 - ?、夕刊フジ）
- 週刊ワイド笑（週刊アサヒ芸能）

## 単行本リスト
- 小槻さとし選集（大都社）（1983年8月）
- パラノ天国（文華社） ISBN 9784821192816（1989年11月）
- 「幸せシリーズ」（『ビートたけしのオールナイトニッポン』番組本）のカバーイラスト・挿絵